# احتجاجات روتجرز التعليمية 2011
احتجاجات روتجرز التعليمية 2011 هي سلسلة من المبادرات التي قادها الطلبة في البداية لإصلاح التعليم العام في جامعة روتجرز (Rutgers University) في نيو برانزويك، نيوجرسي. ونظرًا لارتفاع تكاليف التعليم وتراجع الإعانات الحكومية وإمكانية عدم وجود حد أقصى للرسوم التعليمية، تحركت المجموعات داخل الحرم الجامعي (بما في ذلك اتحاد طلاب جامعة روتجرز، وروتجرز وان كوليشن وجمعية الطلبة بجامعة روتجرز (RUSA)، بدعم من اتحاد طلاب نيو جيرسي (NJUS)، تحركت للحفاظ على الزيادة السنوية في التزامات الطلاب المالية عند أدنى حد ممكن وذلك من خلال المسيرات والاعتصامات والرسائل الموجهة إلى المسؤولين في الإدارة والمنتديات.

## التشريع الفيدرالي/ الحكومي
واجهت منحة بيل، التي تمثل منحة سنوية فيدرالية بقيمة 5500 دولار للطلبة ذوي الدخول المنخفضة انخفاضًا حادًا نسبيًا في عام 2011 بعد أن ضغط الجمهوريون في مجلس النواب الأمريكي لفرض مزيد من القيود على الانفاق الاختياري. تعتبر منحة بيل، وبشكل خاص بالنسبة للطلبة ذوي الاحتياجات الاقتصادية، جزءًا لا غنى عنه من البرنامج الفيدرالي الخاص بـالمساعدات المالية. وفي عام 2008، أنفق هذا البرنامج ما يربو عن 31 مليون دولار ليشمل 10000 طالب في جامعة روتجرز.
وقد ذكر ريتش ويليامز (Rich Williams)، وهو محام في مجموعة أبحاث المصلحة العامة بولاية نيوجيرسي، أن المنح هي الطريقة الأساسية التي تستطيع الحكومة الفيدرالية من خلالها مساعدة الطلاب في مجابهة ارتفاع تكاليف التعليم الجامعية. وأضاف قائلاً إنه إذا حدثت ثمة تغييرات في البرنامج الحالي، فإن هناك 1.5 مليون طالب قد يقعون في مخاطر فقد مصادر تمويلهم التعليمية، بينما قد يمثل ذلك للطلبة الباقين البالغ عددهم 7.7 مليون طالب انخفاضًا بنسبة 15 في المائة من قيمة المنح التي يمكن الحصول عليها. وفي العام الدراسي 2010-2011، أفاد تقرير أن هناك 68 في المائة من طلاب جامعة روتجرز قد اقترضوا من أحد برامج القروض الفيدرالية في مرحلة ما من حياتهم المهنية الجامعية.
وقد أظهرت الميزانية المقترحة للحاكم كريس كريستي (Chris Christie) وجود فائض قدره 25 مليون دولار في المساعدات التعليمية لطلاب الجامعة. ومن ناحية أخرى، هناك انخفاضات مجمعة بقيمة 7.7 ملايين دولار في التمويل الحكومي لبرنامج المنح الدراسية لمكافأة الإعانة لطلاب نيوجيرسي والبرامج الأخرى مساعدة الطلاب. وقد ذكر ديفيد ردلوسك (David Redlawsk)، مدير الاقتراع، بأن الحاكم يتفهم مسئولية الولاية تجاه بذل المزيد من الجهد للتعليم العالي إلى جانب دورها في حماية الجامعة.

## سياسة رسوم التعليم
يدفع الطلاب من داخل الولاية 12.755 دولارًا سنويًا كرسوم تعليم ورسوم إلزامية، باستثناء رسوم الغرفة ووجبات الطعام، بينما يدفع الطلاب من خارج الولاية 25.417 دولارًا رسومًا ومصاريف تعليم. وبتحليل الرسوم والنفقات التعليمية (في الفصل الدراسي) نجدها على النحو التالي: رسوم تعليم ورسومًا جامعية ومصاريف دراسة ومصاريف المهجع والوجبات ورسوم الكمبيوتر ورسوم مجموعة أبحاث المصلحة العامة بولاية نيوجيرسي ورسوم صحيفة تارجم (The Daily Targum) ورسوم الدورات. وطبقا للهيئة الإدارية لجامعة روتجرز، يتم تحديد الرسوم والنفقات التعليمية في يوليو.

## العوامل المساهمة
ويبدو أن أسباب ظهور احتجاجات روتجرز الدراسية كانت بسيطة في الأساس، ولكن المزيد من التمحيص في هذه المسألة يُظهر جليا أن المشاركة المحلية والحكومية والفيدرالية تلعب دورًا أكثر أهمية في هذه الأحداث. فمنذ ثلاث سنوات جمدت روتجرز زيادة مرتبات الموظفين وهيئة التدريس. وقد قرر الاتحاد المساهمة في تحمل الأعباء بنية مخلصة مع الجامعة والحد من الزيادات لعام واحد. ومنذ ذلك الحين، لم تدفع الجامعة أي زيادات، حيث بلغت قيمتها 40 مليون دولار. إضافة إلى ذلك، مولت الرابطة الأمريكية لأساتذة الجامعات (American Association of University Professors) مؤخرًا إجراء بحوث منفصلة عن ميزانية الجامعة أدارها هوارد بونسيس (Howard Bunsis) من جامعة ميتشيغان الشرقية (Eastern Michigan University). وقد أظهرت نتائج الاختبار أن الزيادات في رواتب هيئة التدريس قد تجمدت على الرغم من وجود فائض 177 مليون دولار في ميزانية العام السابق. وقد أكدت الجامعة النتائج التي خلص إليها تحليل هذه الدراسة.
هذا وتؤثر قوانين الرعاية الصحية الفيدرالية والحكومية الجديدة أيضًا في ارتفاع تكاليف الرسوم التعليمية. حيث ستؤدي التشريعات التي تنص على أن يحصل الطلاب الذين يدرسون في الجامعات والكليات بدوام كامل على تأمين صحي إلى زيادة الحد الأدنى لتكاليف التغطية التأمينية التي تقدمها الجامعة. وقد ذكر جيمس بريدنج (James Breeding) مدير إدارة المخاطر والتأمين في روتجرز أن «تنفيذ ذلك في العام القادم يجعلنا أمام برنامج تنازل صعب بحد أدنى 100000 دولار» واستطرد قائلاً «أن ذلك سيؤدي إلى زيادة تتراوح بين 600 دولار إلى 800 دولار من التغطية الإجبارية المتوفرة حاليا بحد 5000 دولار بقيمة متوسطة تبلغ حوالي 170دولارًا لكل طالب، والتي يتعين على كل فرد لا يحظى بتغطية تأمينية دفعها». ويضطر الطلاب غير المؤمن عليهم صحيًا إلى الاشتراك في هذا البرنامج المعين، لكن بتكاليف تنافسية. ويمكن للطلاب المؤمن عليهم الانسحاب من برنامج التنازل الحاد، وهو ما يمثل تغييرًا من السياسة السابقة فيما يتعلق بالرسوم الإجبارية على فواتير الطلاب.
وقد أدت الاحتجاجات التي اندلعت في مهرجان روتجرز إلى انزعاج الطلاب بشأن تكاليف رسوم التعليم. مهرجان روتجرز هو حفل جماعي سنوي ويتم تنظيمه من خلال استضافة عشرات الآلاف من الأشخاص للاحتفال بنهاية العام الدراسي. وقد حظي الحدث بحضور مشاهير الفنانين لأداء مجموعة كبيرة من الألعاب وتقديمها أمام الطلاب لممارستها. يدفع الطلاب حوالي 1200 دولار سنويًا كرسوم جامعية ودراسية، ويُخصص جزء من هذا المبلغ لمهرجان روتجرز. ويعد هذا الاحتفال مجانيًا ومفتوحًا للجمهور، وقد حضر هذا الاحتفال ما بين 40000 و 50000 من الحضور هذا العام، بما في ذلك طلاب المدارس الثانوية والجامعات الأخرى. ومع ذلك، قال رئيس الجامعة ريتشارد إل ماكورميك (Richard L. McCormick) إنه تم التأكد من أربع عمليات إطلاق نار في هذا الحدث بما يثبت أن مهرجان روتجرز خطير جدًا وسوف يُلغى تمامًا. وبناءً على هذه الأحداث، اقترح أحد الطلاب وجود قيود على البرامج التي يديرها الطلاب، حيث أشار إلى أنها تهدر الرسوم التي يدفعها الطلاب.

## الاحتجاجات
في 13 إبريل 2011، نظم مئات الطلاب المتظاهرين من روتجرز مسيرة من مول فورهيس (Voorhees Mall) إلى أولد كوينز (Old Queens) في حرم جامعة نيو برونزويك (New Brunswick) احتجاجًا على ارتفاع رسوم التعليم وتقليص المساعدات المالية المخصصة للتعليم العالي. وقد أثنى رئيس الجامعة على الطلاب في حملتهم، ولكنه لم يتمكن من تقديم وعود بتجميد الرسوم الدراسية. وقد أدت احتجاجات اتحاد طلاب ولاية نيوجيرسي (NJUS) في مظاهرة «السعي للتأثير» إلى إبراز موضوع زيادة الرسوم الدراسية ووضعه في مقدمة القضايا الجامعية.
ومنذ مسيرة الاحتجاج، قررت مجموعة من الطلاب الذين يمثلون مجموعة متنوعة من المنظمات الجامعية عقد اجتماعات دورية مع الرئيس ماكورميك. وفي عام 2010، «أدى وجود حد أقصى إلى تقليص الزيادة في الرسوم الدراسية إلى 4 في المئة، ولكن هذا العام، يبدو أن الكليات العامة تتمتع بالقدرة على تحديد أسعار خاصة بها، وهذا يعني أن الارتفاع قد يكون أعلى... وقد توقع الرئيس ماكورميك أن زيادة الرسوم الدراسية ستكون أقل من 10 في المائة.»
وفي يوم الأربعاء الموافق 27 من أبريل، احتل حوالي 20 طالبًا  أرضية الطابق الثالث لمبنى أولد كوينز والمبنى الإداري ومكتب رئيس الجامعة ماكورميك، وقد رفعوا قائمة من المطالب إلى رئيس الجامعة. وقد ادعى الطلاب أن على الرئيس ماكورميك تلبية مطالبهم في آخر موعد قبل يومين. وقد شملت مطالب الطلبة المقدمة إلى ماكورميك دعم تجميد الرسوم الدراسية، ووضع ثلاثة طلاب في مجلس محافظي روتجرز كأعضاء لهم حق التصويت إضافة إلى إمداد الطلاب بعدد 10 كشف علامات مجانًا. كما طالبوا بزيادة الأجور للعاملين في روتجرز ممن كانت رواتبهم مجمدة في الوقت الحالي.
وقد أعلن عدد 11 طالبًا ممن شاركوا في الاعتصام أنهم سيقضون الليلة في المبنى. وقد أبدى هؤلاء الطلاب استعدادهم «للبقاء في المبنى إلى أن يتم الاستجابة لمطالبهم وهم مستعدون حتى لإلقاء القبض عليهم.»  وقد لاحظ أحد المراسلين أنه خلال الاعتصام، «استخدم الطلاب برنامج سكايب وغيره من مواقع الإنترنت لمراجعة الفصول التي فاتتهم واستقبال الملاحظات من زملائهم. وقد أحضر طلاب آخرون البيتزا للمتظاهرين، وعلب عصير، والآيس كريم والفراولة وغيرها من المواد الغذائية.»
وقد تم إخطار الطلاب من قبل مسئولي الجامعة أنهم «تجاوزوا الحد» ولكن لم يكن هناك خطر من اعتقالهم في وقت الإخطار.
تجمع طلاب آخرون حول الحرم الجامعي أمام مبنى أولد كوينز لدعم المتظاهرين. وقد تواجد ما يقرب من 30 طالبا حتى مساء ذلك اليوم ونصبوا خيمة بلافتة كتب عليها «التعليم حق.»  نظم بعض الطلاب مسيرة طافت جميع أنحاء المنطقة على وقع طبول البونغو وهتفوا بعبارة: «الإدارة ليست صارة، إلا إذا وضعونا جميعا في الأصفاد.»
وقد استمر الاعتصام حتى مساء الخميس، حيث لم يبقَ به سوى 9 طلاب. غادرت المجموعة طوعًا على الرغم من أن الجامعة لم توافق على أي من مطالبهم المذكورة. ولم تحدث أي اعتقالات.
وفي يوليو التالي، صوتت هيئة المحافظين على زيادة الرسوم الدراسية بنسبة 1.8 في المئة، وهي الزيادة الأدنى على مدار عقدين من الزمن.